# Le Film d’Art
Фильм д’ар (фр. Le Film d'Art) — французская киностудия, основанная в 1907 году.

## Из истории
В 1907 году в парижских газетах начинается шумная кампания в поддержку идеи создания высокохудожественных фильмов с участием крупнейших мастеров театра. В этой связи упоминались имена драматургов и ведущих актёров «Комеди Франсез».
Ж. Садуль объясняя закономерность возникновения данной кинокомпании, писал в своей книге «История киноискусства»:
Сценарии, оплачивавшиеся обычно всего по нескольку пятифранковых монет, придумывались никому не известными писаками, безработными журналистами, бывшими актерами или не имеющими своего лица публицистами. Так как эти сценарии пересказывали всем известные, надоевшие сюжеты, то, естественно, кино обратилось к театральному репертуару. Благородные сюжеты — вот чего просило кино у театра и у литературы, стремясь выйти из порочного круга, привлечь в кинозалы более зажиточную публику, чем публика ярмарочных балаганов.
Организаторами и идейными вдохновителями данной компании являются крупные парижские банкиры братья Лафит, которые имели прочные связи в театральном и газетном мире.
Задуманное ими мероприятие — создание собственного кинопроизводства — приобрело несколько неожиданный оборот. Оставаясь в тени, банкиры стали душой нового общества, во главе которого находился член французской Академии писатель Анри Лаведан, с которым сумел договориться Поль Лаффит. Общество в короткий срок обзавелось собственной студией (район Нейи) и располагало первоначальным капиталом в 500 000 франков.
В июне 1909 года, административный совет общества, отстранил Братьев Лафит от управления. Во главе предприятия поставлен Поль Гаво — известный драматург, автор водевиля «Маленькая шоколадница». Он разорвал контракт с Пате, отменил крупные гонорары актёрам Комеди Франсез, рассчитал Ле Баржи и установил режим экономии.
В 1911 году капитал общества был полностью растрачен. Административный совет подал в отставку. Шарль Делак, став во главе «Фильм д’ар», подал в суд на Пате и на бывших членов административного совета, обвинив их в «крупных упущениях по службе», за что они были приговорены к возмещению убытков на сумму 100 тыс. франков.

## Творчество
Главный режиссёр нового проекта — Ле Баржи, актёр «Комеди Франсез». Драматург — Ж. Ламетр. Казалось бы, создание нового общества наносило прямой удар фирме «Пате», ибо оно располагало такими возможностями, каких Пате не имел. Однако этот предусмотрительный предприниматель ещё до выпуска первого фильма Пате сумел договориться с организаторами «Фильм д’ар» о праве монопольного проката всей продукции.
17 ноября 1908 года «Фильм д’ар» показал свой первый фильм — «Убийство герцога Гиза». Фильм вызвал большой интерес. Однако крупнейшие мастера французской сцены не смогли понять отличие кинематографа от театра. Лишенные слова, они утратили значительную часть выразительной силы своей игры. По мнению Ж. Садуля: «Фильм „Убийство герцога Гиза“, революционный с точки зрения игры актёров и традиционный в области постановки и монтажа, является знаменательной вехой в истории кино. После него в кино наступило господство авторов и кинозвезд. „Фильм д’ар“ породила большие пышные постановки итальянцев, психологические драмы датчан, привела к созданию американской школы во главе с Гриффитом. „Фильм д’ар“ открыла новую эру в истории кино — ту самую, которая вскоре получит название „эры немого кино“».
Все последующие постановки «Фильм д’ар», несмотря на восторженную оценку прессы, в прокате себя не оправдывали. «Фильм д’ар», коренным образом изменили отношение к кинематографу со стороны влиятельных кругов общества, прессы и интеллигенции. После того как стали сниматься ведущие мастера французской сцены, включая великую Сару Бернар, отпал вопрос о балаганном характере кино.

### Режиссёры, снимавшие на киностудии «Фильм д’ар»
- Ле Баржи
- Кальметт
- Жемье
- Генри Гаури
- Поль Гаво

### Фильмы, снимавшиеся на киностудии «Фильм д’ар»
- 1907 — Убийство герцога Гиза / L’Assassinat du duc de Guise (реж. Ле Баржи и Кальметт)
- 1907 — Секрет Мирто / (акт. Режина Баде)
- 1907 — Священный лес
- 1907 — Слепок / (акт. Макс Дирли, Мистэнгет, Северин)
- 1908 — Тоска / La Tosca (акт. Сара Бернар, Люсьен Гитри, Поль Мунэ)
- 1909 — Возвращения Улисса / Le Retour d’Ulysse (реж. Ле Баржи)
- 1909 — Макбет / Macbeth (реж. Кальметт; акт. Мунэ-Сюлли)
- 1909 — Тоска / La Tosca (реж. Ле Баржи; акт. Сесиль Сорель, Александр, Ле Баржи)
- 1910 — Шарф / (реж. Кальметт; акт. Анри Пукталь)
- 1910 — Вертер / (реж. Анри Пукталь; акт. Люсьен Брюле)
- 1911 — Иисус из Назарета / Jésus de Nazareth (реж. Кальметт; акт. Анри Пукталь)
- 1911 — Эссекский рыцарь / Le Chevalier d’Essex (реж. Кальметт; акт. Анри Пукталь)
- 1911 — Камилл Демулен / (реж. Анри Пукталь)
- 1911 — Мадам Сан-Жен / Madame Sans-Gêne (реж. Кальметт; акт. Габриэль Режан)
- 1912 — Королева Елизавета / Les Amours de la reine Élisabeth
- 1912 — Дама с камелиями / La Dame aux camélias (реж. Кальметт; акт. Сара Бернар)
- 1912 — Три мушкетёра
- 1914—1915 — Дочь бургомистра
- 1914—1915 — Предательница
- 1914—1915 — Драма в счастье
- 1914—1915 — Долг ненависти
- 1914—1915 — Дочь Боша
- 1914—1915 — Эльзас / (акт. Габриэль Режан)
- 1914—1915 — Шантекок
- 1915 — Безумие доктора Тюба / La folie du Docteur Tube
- Поцелуй Иуды / (реж. Арман Бур; акт. Мунэ-Сюлли — Иисус, Альбер Ламбер — Иуда)
- Рука / (акт. Макс Дирли, Шарлотта Вихе)
- Большая башня / (акт. Вера Сержин, Кальметт)
- Воскресение/ (акт. Мадлена Рош)
- Отец Милон / (реж. Жемье, Генри Гаури; акт. Фирмен Жемье)
- Кармен / (реж. Поль Гаво; акт. Режина Бадэ и Макс Дирли)
- Камо грядеши? (Из времён первых христиан) / (реж. Поль Гаво; акт. Альбер Ламбер, Дориваль и мадмуазель Грез)
- Гелиогобал
- Дети Эдуарда
- Тартюф
- Оливер Твист
- Дон Карлос
- Полковник Шабер
- Жакерия
- Доля бедняка

### Актёры, снимавшиеся на киностудии «Фильм д’ар»
- Сара Бернар
- Габриэль Режан
- Муне-Сюлли
- Ле Баржи
- Альбер Ламбер
- Сесиль Сорель
- Шарлотта Вихе
- Вера Сержин
- Макс Дирли
- Режина Баде
- Мадлена Рош
- Фирмен Жемье
- Люсьен Гитри
- Поль Мунэ
- Анри Пукталь
- Люсьен Брюле
- Дориваль
- мадмуазель Грез
- Александр
- Мистингетт
- Северин
- Полен
- Барт

### Сценаристы «Фильм д’ар»
- Анри Лаведан
- Леметр

## Интересные факты
- В начале 1908 года «Фильм д’ар» поставил «Тоску» с участием Сары Бернар. Знаменитая актриса была так недовольна этим первым опытом, что при поддержке Викторьена Сарду (незадолго до его смерти) добилась того, что картину не выпустили на экран. «Фильм д’ар» пришлось снимать новый вариант с участием Сесиль Сорель, Александра и Ле Баржи.